# جانيت آغرين
 لينا جانيت إيفون آغرين (باللغة السويدية: Lena Janet Yvonne Ågren)؛ (مواليد 6 أبريل 1949)، هي ممثلة سويدية سابقة. بدأت التمثيل في الأفلام ذات الميزانيات المنخفضة والتي تسمى سينما الاستغلال.

## الحياة والمهنة
ولدت جانيت في بلدة لاندسكرونا بالسويد تقع في محافظة سكونا (السويد) على مضيق أوريسند. عملت كعارضة الأزياء في إلى روما حيث درست التمثيل في مدرسة الدراما التي أخرجها أليساندرو فيرسن. ظهرت لأول مرة بفيلم كولبو دي ستاتو 1969، وشملت أدوارها الأولى مع الممثل مايكل كين في فيلم رخيص 1972 وكان دورها كموظفة استقبال، وكذلك مع الممثل جاك ليمون بفيلم آفانتي 1972 بدور ممرضة. وظهرت في 57 فيلمًا، بما في ذلك فيلم اليد اليسرى للقانون 1975، وفيلم الموتى الأحياء 1980. عملت مع الممثل الكوميدي بود سبنسر بفيلم علاء الدين 1986 وفيلم الرعب الجرذ 1988. وفي أوائل الثمانينيات، عملت بمجال الموسيقى لفترة قصيرة.

## الأفلام
- دي ستاتو - (1969)

- الصليبيان - (1968)
- شاب عادي - (1969)
- الهرة، الهرة، أنا أحبك - (1970)
- أنا لا أنكسر - (1971)
- رخيص - (1972)
- الحياة صعبة، إيه بروفيدنس؟ - (1972)
- آفانتي - (1972)
- أروع أمسية في حياتي - (1972)
- حجز القاتل تسعة مقاعد - (1974)
- المستفيد - (1974)
- باولو باركا، مدرس وعراة في عطلة نهاية الأسبوع - (1975)
- اليد اليسرى للقانون - (1975)
- ستاتو المثير للاهتمام - (1977)
- برمودا: كهف أسماك القرش - (1978)
- مؤامرة اليورانيوم - (1978)
- الجريمة المتكاملة - (1978)
- مطاردة قاتلة - (1978)
- المفوض الحديدي - (1978)
- إفطار محار البحر - (1979)
- مدينة الأحياء الموتى - (1980)
- القط الأصلع - (1981)
- لا تعبث مع النمور - (1982)
- ذعر - (1982)
- عيون الخنجر - (1983)
- العين شريرة - (1983)
- دعونا نرى بوضوح - (1984)
- سونيا الحمراء - (1985)
- اليد الحديدية - (1986)
- علاء الدين - (1986)
- محارب الكاراتيه - (1987)
- ليلة مع أسماك القرش - (1988)
- الجرذ - (1988)

## روابط خارجية
- جانيت آغرين على موقع IMDb (الإنجليزية)
- جانيت آغرين على موقع روتن توميتوز (الإنجليزية)
- جانيت آغرين على موقع ألو سيني (الفرنسية)
- جانيت آغرين على موقع أول موفي (الإنجليزية)
- جانيت آغرين على موقع قاعدة بيانات الأفلام السويدية (السويدية)
- جانيت آغرين على موقع ديسكوغز (الإنجليزية)
- جانيت آغرين على موقع قاعدة بيانات الفيلم (الإنجليزية)
- جانيت آغرين على موقع كينوبويسك (الروسية)

National Library of Sweden Catalog – Janet Ågren
جانيت آغرين في قاعدة بيانات الأفلام على الإنترنت